# Hermann Ludwig von Löwenstern (Politiker)
Baron Hermann Ludwig von Löwenstern (* 25. Dezember 1748jul. / 5. Januar 1749greg. wohl auf Rigaer Stadtgut Wilkenhof, Lettisch Viļķene, Gouvernement Livland; † 25. Septemberjul. / 7. Oktober 1815greg. in Rasik, Gouvernement Estland) war ein deutsch-baltischer Gutsbesitzer und estländischer Politiker.

## Herkunft
Er entstammte dem Adelsgeschlecht der Barone von Löwenstern und war Sohn des livländischen Gutsbesitzer Baron Johann von Löwenstern (1716–1781) auf Rösthof (Estnisch Restu, heute Risttee, Gemeinde Sangaste) und seiner ersten Ehefrau Barbara Sophia geborene von Brevern (1725–1750), die als Erbe die Güter Rasik, Campen (Estnisch: Kampi) und Allafer (estnisch: Alavere) in Estland mit in die Ehe brachte.

## Leben
Hermann Ludwig von Löwenstern studierte ab 1767 Rechtswissenschaften an der Universität Leipzig. Danach kehrte er ins Baltikum zurück und erwarb zu seinen Gütern Rasik, Campen und Allafer 1787 das Gut Wallkül (Estnisch: Valkla mõis) und 1792 das Gut Jendel (Estnisch: Jäneda) hinzu.
In der Selbstverwaltung des Adels wurde er 1787 Kreisadelsmarschall und war dann 1789–1792 Gouvernements-Adelsmarschall der Estländischen Ritterschaft. Sein Nachfolger im Amt des Ritterschaftshauptmanns war Johann Jakob von Patkul. 1796–1814 hatte er das Amt des Landrats inne. Daneben stand er als Präsident von 1803 bis 1815 dem Konsistorium der evangelisch-lutherischen Kirche in Estland vor.

## Familie
Baron Löwenstern heiratete am 26. Dezember 1773 in Kotzum (Estnisch Kodasoo, Gemeinde Kuusalu) Hedwig, geborene Staël von Holstein, Tochter des Fabian Ernst Staël von Holstein. Aus der Ehe gingen zehn Abkömmlinge hervor:
- Karl (1774–1805)
- Margaretha Sophie Helene (1775–1795)
- Woldemar Hermann (1776–1858)
- Hermann (1777–1836)
- Hedwig Henriette Elisabeth (1779–1806)
- Juliane Wilhelmine Karoline (1781–1797)
- Amalie Christine (1785–1841)
- Georg Heinrich (1786–1856)
- Theodor (1789–1808)
- Johann Peter Eduard (1790–1837)